# Akateks
Els akateks són un grup ètnic d'origen maia, amb assentaments al municipi de San Miguel Acatán, municipi del departament de Huehuetenango, Guatemala. També són presents a les comunitats La Gloria, Nueva Libertad i San Francisco Natsi, al municipi de La Trinitaria, a Chiapas, Mèxic.

## Dades històriques

### Època prehispànica
La regió akatek presenta un aspecte primerenc de la fase Q'anil quant a la seva arquitectura. Per exemple en el lloc de Tenam, s'utilitza la topografia natural per a elaborar espais de places intra-llocs.
A Paiconob’ Grande trobem a un lloc de l'aspecte tardà de la fase Q'anil en terra freda de la regió akatek. És un centre cerimonial situat en el cim d'un turó.

### Història contemporània
La història dels akateks comprèn principalment dos períodes de migració:
Migració Interna: A San Antonio Huista podem trobar immigrants akateks i mams doncs per circumstàncies com a migració interna, raons econòmiques i guerra interna han immigrat al territori Popt'i (jacalteco).
Migració Externa: En la dècada dels anys 80 els chujs eemigraren (principalment afirmen que el sant patró Sant Miquel Arcàngel se sentia millor a l'actual San Miguel Acatán. És per això que els va ordenar que construïssin als Estats Units i al sud de Mèxic), a causa del conflicte armat guatemalenc, que va provocar una vida difícil per a la població en general.
Però els que més migraren van ser els akateks de San Miguel Acatán, influenciats per l'èxode dels chuj, car les seves comunitats eren veïnes. Els akateks van estar més involucrats amb la guerrilla. Quan van tornar als seus pobles natals portaven costums, tradicions i ideologia diferents de quan habitaven el seu país original.
Per aquest motiu és comú trobar-se akateks, q'anjob'als i chujs als EUA. També al llogaret Jo'om de San Sebastián Coatán es parla akatek.